# Serra Grande (Niterói)
Serra Grande é um bairro da Região Oceânica de Niterói, no estado do Rio de Janeiro. Está situado no distrito de Itaipu.